# Sebastian Tounekti
Sebastian Tounekti (Tromsø, 13 luglio 2002) è un calciatore norvegese naturalizzato tunisino, attaccante dell'Hammarby e della nazionale tunisina.

## Carriera

### Club
Cresciuto nel settore giovanile del Tromsdalen, debutta in prima squadra il 30 settembre 2018 in occasione del match di 1. divisjon vinto 3-0 contro l'Ullensaker/Kisa. Il 30 marzo 2020 viene acquistato dal Bodø/Glimt, a cui si lega con un contratto triennale. Esordisce in Eliteserien il 16 giugno successivo, subentrando a Jens Petter Hauge nella vittoria per 2-4 maturata sul campo del Viking. Il 17 ottobre 2020 segna la prima rete nella massima divisione locale, nella sconfitta per 4-2 patita sul campo del Molde. In quella stessa stagione, il Bodø/Glimt si aggiudica il primo campionato della sua storia.
Il 31 agosto 2021 viene ceduto con la formula del prestito al Groningen, con diritto di riscatto.
Il 30 agosto 2022 è passato all'Haugesund a titolo definitivo, a cui si è legato fino all'estate 2026.
Il 18 giugno 2023 si è trasferito al Ranheim, in prestito fino alla pausa estiva. Il 26 luglio, il prestito è stato prolungato anche per il mese di agosto. Il 10 agosto, Tounekti ha fatto ritorno all'Haugesund.

### Nazionale
A livello giovanile, Tounekti ha giocato per la Norvegia under 15, Under-17 e Under-18.
Il 7 ottobre 2021 debutta con la nazionale tunisina nel match di qualificazione per i mondiali disputato contro la Mauritania, subentrando a Saad Bguir.

## Statistiche
Statistiche aggiornate al 10 agosto 2023.

### Presenze e reti nei club
| Stagione          | Squadra           | Campionato        | Campionato | Campionato | Coppe nazionali | Coppe nazionali | Coppe nazionali | Coppe continentali | Coppe continentali | Coppe continentali | Altre coppe | Altre coppe | Altre coppe | Totale | Totale | Totale |
| Stagione          | Squadra           | Comp              | Pres       | Reti       | Comp            | Pres            | Reti            | Comp               | Pres               | Reti               | Comp        | Pres        | Reti        | Pres   | Reti   |        |
| ----------------- | ----------------- | ----------------- | ---------- | ---------- | --------------- | --------------- | --------------- | ------------------ | ------------------ | ------------------ | ----------- | ----------- | ----------- | ------ | ------ | ------ |
| 2018              | Tromsdalen        | 1D                | 1          | 0          | CN              | 0               | 0               |                    | -                  | -                  |             | -           | -           | 1      | 0      |        |
| 2019              | Tromsdalen        | 1D                | 11         | 0          | CN              | 1               | 0               |                    | -                  | -                  |             | -           | -           | 12     | 0      |        |
| Totale Tromsdalen | Totale Tromsdalen | Totale Tromsdalen | 12         | 0          |                 | 1               | 0               |                    | -                  | -                  |             | -           | -           | 13     | 0      |        |
| 2020              | Bodø/Glimt        | ES                | 9          | 1          | -               | -               | -               | UEL                | 1                  | 1                  |             | -           | -           | 10     | 2      |        |
| gen.-ago. 2021    | Bodø/Glimt        | ES                | 5          | 0          | CN              | 2               | 0               | UCL+UECL           | 2+2                | 0                  |             | -           | -           | 9      | 0      |        |
| Totale Bodø/Glimt | Totale Bodø/Glimt | Totale Bodø/Glimt | 14         | 1          |                 | 2               | 0               |                    | 5                  | 1                  |             | -           | -           | 21     | 2      |        |
| 2021-2022         | Groningen         | ED                | 0          | 0          | CO              | 0               | 0               |                    | -                  | -                  |             | -           | -           | 0      | 0      |        |
| ago.-dic. 2022    | Haugesund         | ES                | 5          | 0          | CN              | 0               | 0               |                    | -                  | -                  |             | -           | -           | 5      | 0      |        |
| gen.-giu. 2023    | Haugesund         | ES                | 4          | 0          | CN              | 3               | 0               |                    | -                  | -                  |             | -           | -           | 7      | 0      |        |
| giu.-ago. 2023    | Ranheim           | 1D                | 5          | 1          | CN              | -               | -               |                    | -                  | -                  |             | -           | -           | 5      | 1      |        |
| ago.-dic. 2023    | Haugesund         | ES                | 3          | 0          | CN              | -               | -               |                    | -                  | -                  |             | -           | -           | 3      | 0      |        |
| 2024              | Haugesund         | ES                | 29+2       | 4+0        | CN              | 1               | 0               |                    | -                  | -                  |             | -           | -           | 32     | 4      |        |
| Totale Haugesund  | Totale Haugesund  | Totale Haugesund  | 41+2       | 4+0        |                 | 4               | 0               |                    | -                  | -                  |             | -           | -           | 47     | 4      |        |
| 2025              | Hammarby          | A                 | 0          | 0          | CS              | 0               | 0               | UECL               | 0                  | 0                  |             | -           | -           | 9      | 0      |        |
| Totale carriera   | Totale carriera   | Totale carriera   | 72+2       | 6+0        |                 | 7               | 0               |                    | 5                  | 1                  |             | -           | -           | 86     | 7      |        |

### Cronologia presenze e reti in nazionale
| Cronologia completa delle presenze e delle reti in nazionale ― Tunisia | Cronologia completa delle presenze e delle reti in nazionale ― Tunisia | Cronologia completa delle presenze e delle reti in nazionale ― Tunisia | Cronologia completa delle presenze e delle reti in nazionale ― Tunisia | Cronologia completa delle presenze e delle reti in nazionale ― Tunisia | Cronologia completa delle presenze e delle reti in nazionale ― Tunisia | Cronologia completa delle presenze e delle reti in nazionale ― Tunisia | Cronologia completa delle presenze e delle reti in nazionale ― Tunisia |
| Data                                                                   | Città                                                                  | In casa                                                                | Risultato                                                              | Ospiti                                                                 | Competizione                                                           | Reti                                                                   | Note                                                                   |
| ---------------------------------------------------------------------- | ---------------------------------------------------------------------- | ---------------------------------------------------------------------- | ---------------------------------------------------------------------- | ---------------------------------------------------------------------- | ---------------------------------------------------------------------- | ---------------------------------------------------------------------- | ---------------------------------------------------------------------- |
| 7-10-2021                                                              | Radès                                                                  | Tunisia                                                                | 3 – 0                                                                  | Mauritania                                                             | Qual. Mondiali 2022                                                    | -                                                                      | 84’                                                                    |
| 6-6-2025                                                               | Fès                                                                    | Marocco                                                                | 2 – 0                                                                  | Tunisia                                                                | Amichevole                                                             | -                                                                      | 83’                                                                    |
| Totale                                                                 |                                                                        | Presenze                                                               | 2                                                                      |                                                                        | Reti                                                                   | 0                                                                      |                                                                        |

## Palmarès

### Club

#### Competizioni nazionali
- Campionato norvegese: 1

Bodø/Glimt: 2020